# NSU SS 500

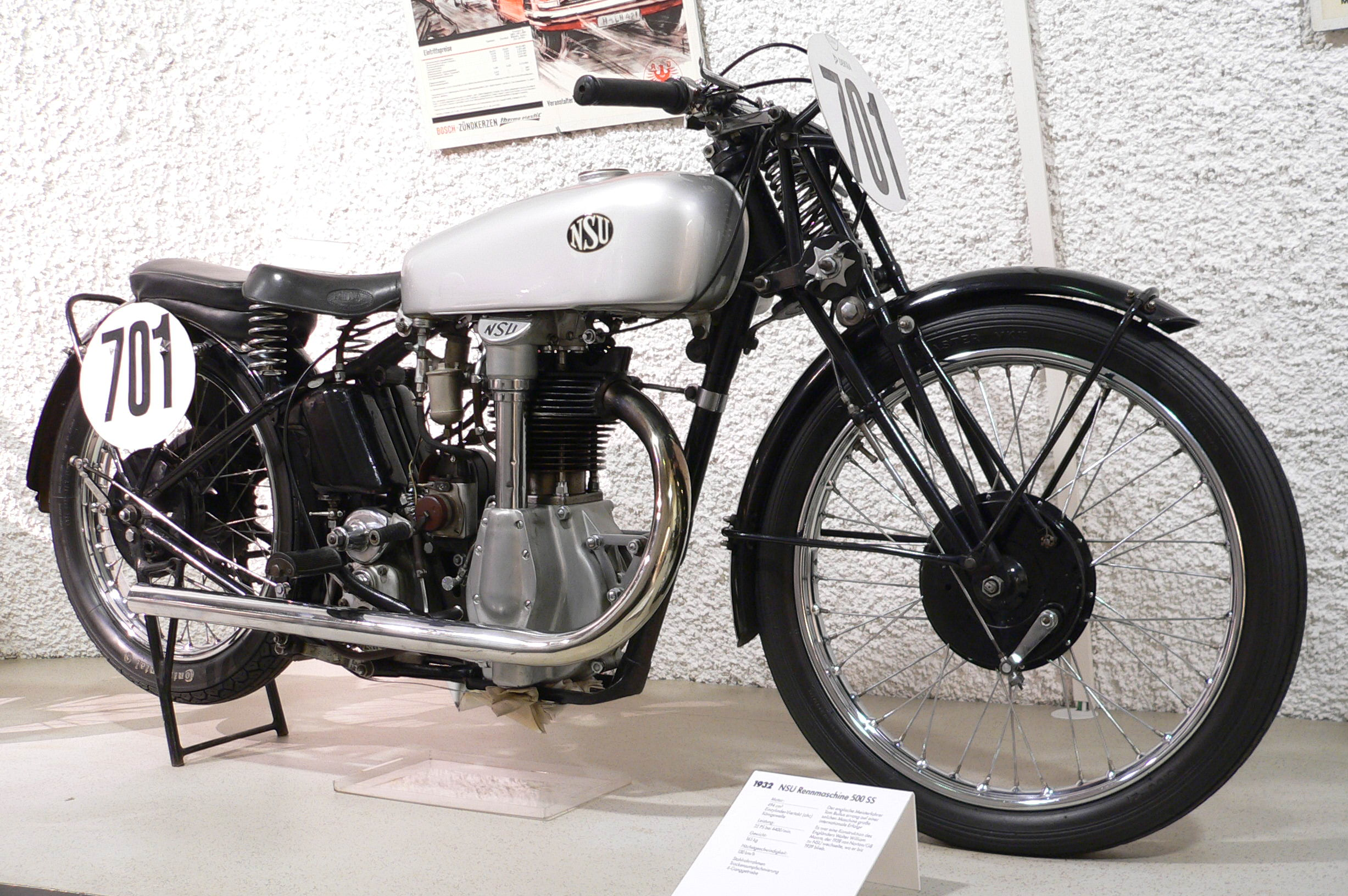
NSU SS 500 uit 1932

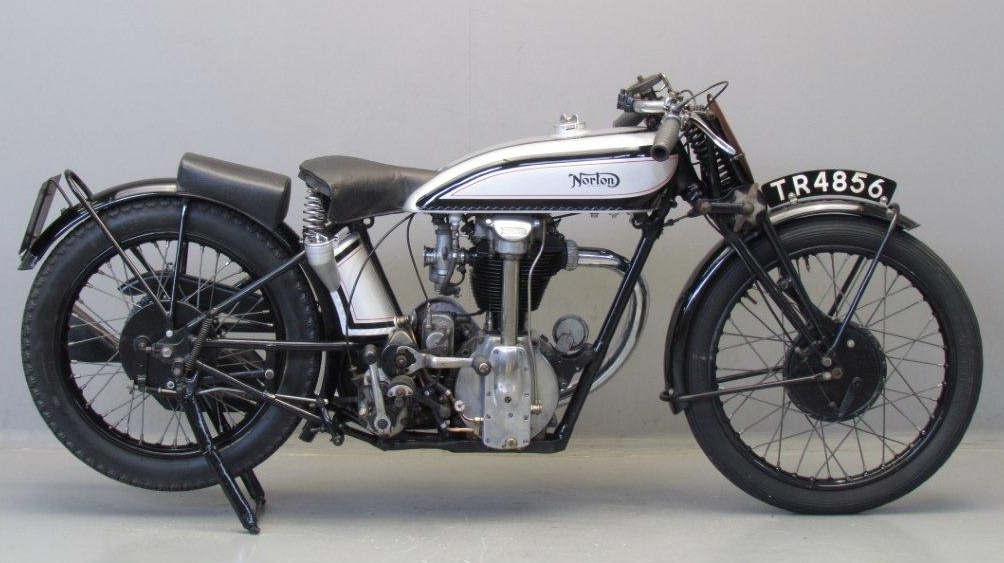
Norton CS1 uit 1929

De NSU SS 500 was een wegracemotorfiets die aan het einde van de jaren twintig werd ontwikkeld door de Britse constructeur Walter Moore. Er bestond ook een grotere versie van, de NSU SS 600.

## Voorgeschiedenis
Walter Moore was bij Norton verantwoordelijk voor de racemotoren. Hij had al de 500 cc Norton CS1 en de 350 cc Norton CJ1 ontwikkeld. In 1928 en 1929 ging het erg slecht met de Nortons in de belangrijkste wedstrijd van het jaar, de Isle of Man TT. In 1928 haalde geen enkele machine de finish in de 350 cc Junior TT en in de 500 cc Senior TT werd Stanley Woods slechts vijfde. In 1929 finishte weer geen enkele Norton in de Junior en Percy "Tim" Hunt werd in de Senior vierde met de enige Norton die de eindstreep haalde. Het boterde dan ook niet meer tussen Moore en het management van Norton, dat al twee opvolgers (Joe Craig en Arthur Carroll) klaar had staan. Intussen had NSU in het Duits kampioenschap niet veel in te brengen tegen de snelle BMW's van Ernst Henne en Hans Soenius. Hoofdconstructeur Otto Reitz was op zoek naar een oplossing en kwam bij Walter Moore terecht, die in 1929 naar Neckarsulm verhuisde. Moore was al in 1927 in zijn eigen tijd begonnen met de bouw van een nieuw motorblok als vervanging voor de CS1, en dat werd nu gebruikt voor de nieuwe NSU, de SS 500.

## SS 500
De SS 500 had alle kenmerken van een Norton, en dat leverde het merk in het Verenigd Koninkrijk de spotnaam "Norton Spareparts Used" op. De machine werd als sportmotor verkocht, maar was voor het dagelijks gebruik op de weg te duur en te gevoelig. Als fabrieksracer werd hij vanaf 1930 ingezet door het officiële team van NSU onder aanvoering van Tom Bullus. In 1931 won Werner Huth de Duitse titel en dat werd in 1935 herhaald door Oskar Steinbach. Er werden vooral goede prestaties geleverd in de populaire heuvelklimwedstrijden en nationale Duitse wedstrijden, maar in 1936 was het duidelijk dat de mogelijkheden van de SS 500 uitgeput begonnen te raken. Voor "gewone" klanten had men al in 1932 de NSU 501 OS gemaakt. Moore bedacht een nieuwe motor met compressor, maar liet de ontwikkeling ervan over aan Albert Roder, die in 1936 overkwam van Zündapp.

## SS 600
Omdat in Duitsland ook een kampioenschap voor motoren boven 500 cc bestond, maakte Moore ook een 600 cc versie van de SS. In 1933 werd Paul Rüttchen er Duits kampioen mee en in 1934 Hans Soenius. Rond 1936 werd de "burgerversie" NSU 601 OSB gemaakt.  

### Motor
De SS 500 had een luchtgekoelde dwarsgeplaatste eencilinder kopklepmotor met een enkele bovenliggende nokkenas. Die nokkenas werd aangedreven door een koningsas. De boring bedroeg 80 mm en de slag 99 mm. Daarmee waren de maten niet precies gelijk aan die van de Norton CS1, waarbij ze 79 x 100 mm waren. De 600 cc versie had een langere slag van 118 mm. De 500 cc versie  kon 28 pk bij 5.500 tpm leveren, de 600 30 pk bij 5.000 tpm. De compressieverhouding bedroeg 7:1, vanwege de minder klopvaste benzine in die tijd. De 500 had een Britse Amal TT-carburateur van 28,5 mm.

### Aandrijving
De aandrijving verliep via een primaire ketting en een losse Sturmey-Archer drieversnellingsbak en een ketting naar het achterwiel. 

### Rijwielgedeelte
De NSU had een enkel wiegframe met een parallellogramvork aan de voorkant en een starre achterkant. In beide wielen zaten halve naaf simplexremmen. 

## Technische gegevens
| NSU                    | SS 500                                            | SS 600                                            |
| ---------------------- | ------------------------------------------------- | ------------------------------------------------- |
| Periode                | 1929-1934                                         | 1929-1934                                         |
| Categorie              | wegracer                                          | wegracer                                          |
| Motortype              | SOHC                                              | SOHC                                              |
| Bouwwijze              | luchtgekoelde dwarsgeplaatste staande eencilinder | luchtgekoelde dwarsgeplaatste staande eencilinder |
| Klepopstelling         | 2 kopkleppen                                      | 2 kopkleppen                                      |
| Klepaandrijving        | koningsas                                         | koningsas                                         |
| Boring                 | 80 mm                                             | 80 mm                                             |
| Slag                   | 99 mm                                             | 118 mm                                            |
| Cilinderinhoud         | 497,6 cc                                          | 593,1 cc                                          |
| Compressieverhouding   | 7:1                                               | 7:1                                               |
| Smeersysteem           | Dry-sump                                          | Dry-sump                                          |
| Max. Vermogen          | 28 pk bij 5.500 tpm                               | 30 pk bij 5.000 tpm                               |
| Topsnelheid            | 160 km/h                                          | 165 km/h                                          |
| Primaire aandrijving   | ketting                                           | ketting                                           |
| Koppeling              | meervoudige natte platenkoppeling                 | meervoudige natte platenkoppeling                 |
| Versnellingen          | 3 voetgeschakeld                                  | 3 voetgeschakeld                                  |
| Secundaire aandrijving | ketting                                           | ketting                                           |
| Frame                  | enkel wiegframe                                   | enkel wiegframe                                   |
| Vering vóór            | parallellogramvork                                | parallellogramvork                                |
| Vering achter          | geen                                              | geen                                              |
| Gewicht                | 150 kg                                            | 150 kg                                            |